# Antoni Kościałkowski
Antoni Kościałkowski herbu Syrokomla – sędzia ziemski/ziemiański wiłkomierski w latach 1792-1794, sędzia ziemski wiłkomierski w latach 1777-1792.
Poseł powiatu wiłkomierskiego na sejm 1782 roku.